# Andrej Fabjan
Andrej Fabjan, slovenski politik, * 8. maj 1957, Novo mesto. 

## Življenjepis
Študiral je agronomijo in končal višješolski študij na Biotehnični fakulteti v Ljubljani. Od prvih lokalnih volitev, ki so bile leta 1994, pa do leta 2010 je opravljal funkcijo župana občine Črnomelj. Leta 1996 je na listi Slovenske ljudske stranke kandidiral tudi na državnozborskih volitvah in bil izvoljen za poslanca. Tudi na naslednjih državnozborskih volitvah je bil izvoljen in delo poslanca opravljal še en mandat. Leta 2008 je Andrej Fabjan v državnem zboru nadomestil tragično preminulega poslanca SLS Kristijana Janca. Leta 2009 je izstopil iz SLS.
Na državnozborskih volitvah leta 2011 je kandidiral na listi LDS.